# Ройтман Марсель Самуїлович
Марсель Самуїлович Ройтман (29 грудня 1933, Кишинів — 20 березня 2012, Томськ) — радянський і російський метролог, кібернетик, доктор технічних наук (1972), професор (1975).

## Життєпис
Марсель (Марчел) Самуїлович Ройтман народився 1933 року в сім'ї інженера-будівельника в Кишиневі, на той час у складі румунської провінції Бессарабія . У роки німецько-радянської війни перебував з матір'ю в евакуації в Середній Азії (батько загинув на фронті в 1942 році), після війни сім'я оселилася в Гродно . Навчався в середній школі в Пінську. У 1955 році закінчив радіотехнічний факультет Львівського політехнічного інституту за спеціальністю «Автоматичні та вимірювальні пристрої». Працював інженером-конструктором на заводі поштової скриньки 124 у Красноярську (з 1956 року — старший інженер СКБ, з 1957 року — провідний інженер).
З вересня 1957 року — асистент кафедри «Теоретичні основи радіотехніки» Томського політехнічного інституту . У 1962 році захистив кандидатську дисертацію та був призначений завідувачем новоствореної кафедри загальної радіотехніки (згодом кафедра комп'ютерних систем та метрології; з 1963 року — доцент, з 1975 року — професор), завідувачем якого працював протягом понад 40 років. Під його науковим керівництвом на кафедрі було розроблено перший в Радянському Союзі калібратор змінної напруги (1965), який з 1979 року серійно випускався Харківським заводом «Еталон» Держстандарту СРСР під шифром В1-20; перші багатодекадні широкодіапазонні індуктивні дільники та прецизійні масштабні перетворювачі (у тому числі кодокеровані); перший серійний прецизійний кодокерований генератор ГЗ-113, генератори сигналів із низькими нелінійними спотвореннями ГЗ-118 та ГЗ-125, вимірювально-обчислювальний комплекс «Вектор» для автоматизації метрологічних випробувань засобів обліку електроенергії. Був членом комісії Держстандарту з автоматизації метрологічних робіт.
Основний напрямок наукової діяльності — прецизійні прилади та автоматизовані вимірювальні комплекси. Марселем Ройтманом було створено наукову школу з розробки прецизійних калібраторів змінних напруг. Почесний працівник вищої школи Російської Федерації (2003).
Марсель Ройтман мав звання: «Відмінник вищої школи СРСР» та «Винахідник СРСР», був удостоєний золотої медалі ВДНГ та нагороджений ювілейною медаллю «За доблесну працю».

## Родина
Син — Альберт Марсельович Ройтман (англ. Albert M. Roitman, нар. 1964), кандидат фізико-математичних наук, старший інженер, винахідник (Communications and Power Industries, CPI Canada, Джорджтаун, Канада).
Донька — Лариса Марсельівна Бородіна, музичний педагог.

## Праці

### Монографії
- Калібратори напруги змінного струму Москва: Видавництво стандартів, 1982.
- Квантова метрологія. Томськ: Видавництво Томського університету, 2004.
- Введення у метрологію. Томський державний університет систем управління та радіоелектроніки, 2005.

### За редакцією Марселя Ройтмана
- Прецизійна електронна повірочна та вимірювальна апаратура. Томськ: Видавництво Томського університету, 1971.
- Проблеми метрології: метрологічне забезпечення засобів вимірювання змінного струму. Томськ: Томський політехнічний інститут імені С. М. Кірова, 1985.
- Найновіші технології у приладобудуванні. Томськ: ТПУ, 1999.